# 1001 가우시아
1001 가우시아는 소행성대 외곽 지역에서 발견이 된 어두운 소행성으로 약 지름 73km의 소행성이다. 1923년 8월 8일 크림반도에서 소련의 천문학자인 세르게이 벨랴프스키에게 발견이 되었다. 이 소행성은 독일의 천문학자인 카를 프리드리히 가우스의 이름을 따서 명명되었다. 이 소행성은 5년 9개월 ( 2,100일 ) 에 한번씩 2.8 AU에서 3.6 AU 거리의 커크우드 간극에서 태양을 공전하고 있다. 일반적인 C형 탄소질 소행성이다.

1001 가우시아의 공전 궤도. 빨간 동그라미는 화성, 목성과 같은 행성들의 궤도이고, 파란 동그라미는 1001 가우시아의 궤도이다.

1001 가우시아의 다른 이름으로는 1923 OA, A907 XC, A911 MD가 있다.